# Sebra-aloe
Sebra-aloe (Aloe variegata eller Aloë variegata) är en suckulent växtart i familjen afodillväxter och kommer ursprungligen från Sydafrika och södra Namibia. Arten odlas som krukväxt i Sverige.

## Beskrivning

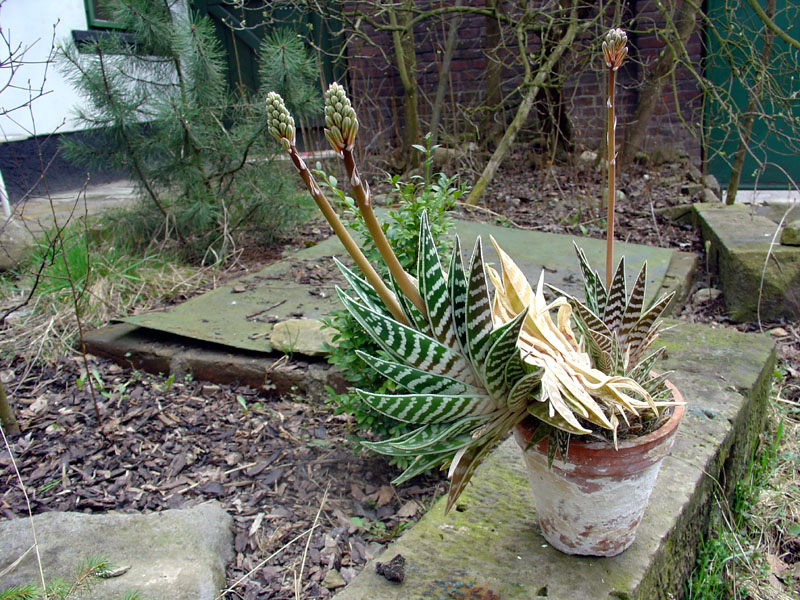
Sebra-aloe

Sebra-aloen är en flerårig, städsegrön suckulent ört med tjocka, upp till 15–20 centimeter långa blad som bildar trekantiga rosetter. Bladen är mörkgröna med vitt oregelbundet mönster i form av tvärband på undersidan och fläckar på ovansidan. Bladkanterna är ganska hårda och försedda med små vassa tänder. Blommorna sitter i klaselika samlingar i toppen på omkring 30 centimeter långa stänglar. Hyllet är rörformat, laxorange till orange eller, sällsynt, gult, och 3–4 centimeter långt. Blomningen sker på våren. Som krukväxt blir den upp till 50 centimeter hög, men som vildväxande i sin naturliga miljö blir den sällan över 25 cm.
Namnet aloë är ett gammalt arabiskt namn och avser arter som använts som medicinalväxter. Variegata betyder brokig eller flerfärgad.

## Odling
Sebra-aloe trivs bäst på solig växtplats hela året. Den bör vattnas rikligt under sommaren, men jorden bör få torka upp mellan vattningarna. Tack vare de suckulenta bladen kan den dock klara sig utan vatten i några veckor utan att ta någon skada. Vintertid minskas vattenmängden ner och det är då särskilt viktigt att jorden hinner torka upp innan man vattnar igen. Sebra-aloe trivs bra i normal rumstemperatur men klarar sommartemperaturer på upp emot 40 °C och på vintern kan det få vara ner till 5 °C. Under sommarhalvåret vattnar man med växtnäring en gång i månaden. Omplantering sker på våren, men vartannat år räcker. Den nya krukan bör inte vara mer än ett par centimeter bredare än den gamla. Använd jord med extra sand eller Lecakulor, för dräneringens skull. Sommartid kan sebra-aloe stå utomhus, men bör skyddas under regniga perioder. Förökning av sebra-aloe görs enklast med toppsticklingar, som får ligga och torka en vecka innan de planteras. Kan även förökas med frön eller sidoskott.

## Synonymer
- Aloe ausana Dinter
- Aloe punctata Haw.
- Aloe variegata var. haworthii A.Berger